# 金山 (常滑市)
金山（かなやま）は、愛知県常滑市の地名。

## 地理
常滑市北部に位置する。東は半田市、北は久米・知多市に接する。

### 字一覧
（五十音順）
- 油手（あぶらて）
- 石坂（いしざか）
- 石田（いしだ）
- 牛位（うしくらい）
- 会下前（えげまえ）
- 大岨（おおそ）
- 大屋敷（おおやしき）
- 替口（かえくち）
- 籠池（かごいけ）
- 金色（かないろ）
- 上砂原（かみすはら）
- 北大根山（きたおおねやま）
- 北キロ（きたきろ）
- 北平井（きたひらい）
- 北仏供田（きたぶくでん）
- 北山（きたやま）
- 江南田（こうなだ）
- 鴻ノ巣（こうのす）
- 米野（こめの）
- 金蓮寺（こんれんじ）
- 桜谷（さくらだに）
- 猿堂（さるどう）
- 三反田（さんたんだ）
- 四井池（しいいけ）
- 四池（しいけ）
- 汐見坂（しおみざか）
- 柴崎（しばさき）
- 下砂原（しもすはら）
- 下手（しもて）
- 上白田（じょうはくだ）
- 菖蒲池（しょうぶいけ）
- 城下（しろした）
- 城山（しろやま）
- 新田（しんでん）
- 宗山（そうやま）
- 大曽（だいぞ）
- 大門（だいもん）
- 玉（たま）
- 出崎（でさき）
- 出地田（でちだ）
- 天皇堂（てんのうどう）
- 通り（とおり）
- 長峯（ながみね）
- 西石田（にしいしだ）
- 西申堂（にしさるどう）
- 西下手（にししもて）
- 西岨（にしそ）
- 西長峰（にしながみね）
- 西丸山（にしまるやま）
- 西山（にしやま）
- 糠子（ぬかご）
- 乗田（のりだ）
- 八反田（はったんだ）
- 浜道（はまみち）
- 東長峰（ひがしながみね）
- 東丸山（ひがしまるやま）
- 東屋敷（ひがしやしき）
- 東山（ひがしやま）
- 平井（ひらい）
- 深谷（ふかや）
- 仏供田（ぶくでん）
- 藤塚（ふじつか）
- 古道（ふるみち）
- 坊田（ぼうだ）
- 堀田（ほりた）
- 前田（まえだ）
- 松渕（まつぶち）
- 丸山（まるやま）
- 見池（みいけ）
- 見付（みつけ）
- 南大根山（みなみおおねやま）
- 南キロ（みなみきろ）
- 南平井（みなみひらい）
- 南山（みなみやま）
- 峰畑（みねばた）
- 森行歩（もりぎょうぶ）
- 屋敷（やしき）
- 八ツ廻間（やつばさま）
- 与平（よへい）
- 六治（ろくじ）
- 六反田（ろくたんだ）
- 脇之田（わきのだ）

## 歴史

### 人口の変遷
国勢調査による人口および世帯数の推移。
| 1995年（平成7年）  | 630世帯 2350人  |  |
| 2000年（平成12年） | 693世帯 2418人  |  |
| 2005年（平成17年） | 708世帯 2382人  |  |
| 2010年（平成22年） | 1120世帯 3574人 |  |
| 2015年（平成27年） | 721世帯 2122人  |  |
| 2020年（令和2年）  | 739世帯 2070人  |  |

## 交通
- 愛知県道大府常滑線[1]

## 施設
- 諏訪神社[1]
- 真宗大谷派光泉寺[1]
- 常滑市立青海中学校[2]
- 常滑市養護老人ホーム[2]
- 熊野神社[2]
- 曹洞宗全昌院[2]
- 真言宗智山派中之坊寺[2]
- 天満社[2]
- 浄土宗西山深草派清感院[2]
- 大野城址[2]
- 愛知県立常滑北高等学校[2]

### WEB
1. ↑  “愛知県常滑市の町丁・字一覧”.   人口統計ラボ. 2022年3月23日閲覧。
2. 1 2  総務省統計局 (2022年2月10日). “令和2年国勢調査の調査結果(e-Stat) - 男女別人口，外国人人口及び世帯数－町丁・字等” (CSV). 2023年8月2日閲覧。
3. ↑  “愛知県常滑市の郵便番号一覧”.   日本郵便. 2022年3月22日閲覧。
4. ↑  “市外局番の一覧” (PDF).   総務省 (2022年3月1日). 2022年3月22日閲覧。
5. ↑  “Yahoo!地図 愛知県常滑市金山”. 2024年1月8日閲覧。
6. ↑  総務省統計局 (2014年3月28日). “平成7年国勢調査の調査結果(e-Stat) - 男女別人口及び世帯数 －町丁・字等” (CSV). 2021年7月20日閲覧。
7. ↑  総務省統計局 (2014年5月30日). “平成12年国勢調査の調査結果(e-Stat) - 男女別人口及び世帯数 －町丁・字等” (CSV). 2021年7月20日閲覧。
8. ↑  総務省統計局 (2014年6月27日). “平成17年国勢調査の調査結果(e-Stat) - 男女別人口及び世帯数 －町丁・字等” (CSV). 2021年7月21日閲覧。
9. ↑  総務省統計局 (2012年1月20日). “平成22年国勢調査の調査結果(e-Stat) - 男女別人口及び世帯数 －町丁・字等” (CSV). 2021年7月21日閲覧。
10. ↑  総務省統計局 (2017年1月27日). “平成27年国勢調査の調査結果(e-Stat) - 男女別人口及び世帯数 －町丁・字等” (CSV). 2021年7月21日閲覧。

### 書籍
1. 1 2 3 4 5  「角川日本地名大辞典」編纂委員会 1989, p. 1738.
2. 1 2 3 4 5 6 7 8 9  「角川日本地名大辞典」編纂委員会 1989, p. 1739.